# Hosszú hétvége (film, 2021)
A Hosszú hétvége (eredeti cím: Long Weekend) 2021-ben bemutatott amerikai romantikus filmvígjáték, melyet Steve Basilone írt és rendezett. A főbb szerepekben Finn Wittrock, Zoë Chao, Damon Wayans Jr., Casey Wilson, Wendi McLendon-Covey és Jim Rash látható.
2021. március 12-én került a mozikba. A kritikusok kedvezően fogadták, dicsérve Wittrock és Chao alakításait, valamint a film „váratlan fordulatát”. Az Egyesült Államokban egymillió dolláros bevételt termelt.

## Cselekmény
Egy szerencsétlen író találkozik egy rejtélyes nővel, aki a legjobbkor lép be az életébe.

## Szereplők
| Szerep   | Színész              | Magyar hang[forrás?] |
| -------- | -------------------- | -------------------- |
| Bart     | Finn Wittrock        | Czető Roland         |
| Vienna   | Zoë Chao             | Czető Zsanett        |
| Doug     | Damon Wayans Jr.     | Szatory Dávid        |
| Rachel   | Casey Wilson         |                      |
| Patricia | Wendi McLendon-Covey | Kiss Virág Magdolna  |
| Larry    | Jim Rash             | Markovics Tamás      |
| Teddy    | Carter Morgan        |                      |

## A film készítése
2019 szeptemberében Finn Wittrock, Zoë Chao, Damon Wayans Jr., Casey Wilson, Wendi McLendon-Covey és Jim Rash csatlakozott a film szereplőgárdájához. A rendező Steven Basilone lett, aki 2017-ben írt forgatókönyve alapján készítette a filmet. Az egy hónapig tartó forgatás 2019. augusztus 23-án fejeződött be.

## Bemutató és fogadtatás
2021 februárjában a Stage 6 Films megvásárolta a film forgalmazási jogait. 2021. március 12-én mutatta be a mozikban.
A film az első hétvégén 245 182 dolláros bevételt termelt.

## Fordítás
- Ez a szócikk részben vagy egészben  a   Long Weekend (2021 film) című angol Wikipédia-szócikk ezen változatának fordításán alapul.  Az eredeti cikk szerkesztőit annak laptörténete sorolja fel. Ez a jelzés csupán a megfogalmazás eredetét és a szerzői jogokat jelzi, nem szolgál a cikkben szereplő információk forrásmegjelöléseként.